# Тятинькин, Виктор Викторович
Виктор Викторович Тятинькин (род. 14 декабря 1945 года, Горький, Горьковская область) — генеральный директор — главный конструктор АО ПКО «Теплообменник» Нижегородской области.

## Биография
В. В. Тятинькин родился 14 декабря 1945 года, в городе Горьком (ныне — Нижний Новгород). В 1966 году окончил Горьковское речное училище Минречфлота РСФСР, а в 1972 году — Горьковский институт инженеров водного транспорта по специальности «Судовые машины и механизмы». С сентября 1974 году перешёл на работу в ПКО «Теплообменник» на должность заместителя начальника испытательного цеха.
В ноябре 1978 года Тятинькин был назначен начальником прессо-заготовительного цеха. В 1983 году назначен заместителем генерального директора и в 1984 году направлен на учёбу в Академию народного хозяйства СССР. По её окончании в 1986 году получил назначение на должность генерального директора ПО «Теплообменник».
В 90-е годы завод освоил производство товаров для автомобильной промышленности и ТНП. С 2000-х годов начались работы по созданию систем жизнеобеспечения для самолётов Сухой Суперджет, МС-21 и ряда вертолётов.

## Награды и звания
- Орден Александра Невского (2021)[6]
- Орден Почёта (1995)[7]
- Заслуженный машиностроитель РФ (2002)[8]
- Почётная грамота Правительства РФ (2002), за большой личный вклад в создание новых образцов специальной техники[3]
- Почетный авиастроитель[3]
- Доктор экономических наук[3]
- Лауреат премии имени П. О. Сухого I степени (2015)[3]
- Звание «Заслуженный создатель космической техники» и медаль им. С. П. Королёва (2002)[8]
- Знак К. Э. Циолковского (2005), за личный творческий вклад в реализацию космических программ и проектов[8]
- Почетный гражданин Нижегородской области (2020)[9]
- Почетный гражданин города Нижнего Новгорода (2002)[10]
- Орден Нижегородской области «За гражданскую доблесть и честь» II степени (2020)[9]
- Орден Нижегородской области «За гражданскую доблесть и честь» III степени (2015)[3]
- Почетная грамота Губернатора Нижегородской области (2010)[3]
- Почетная грамота Нижегородской области (Законодательное собрание) (2010)[3]
- Золотая медаль имени П. В. Дементьева, за выдающиеся заслуги в авиастроении[3]